# Jöns Alexander Bonde
Jöns Alexander Bonde, född 5 september 1721 på Jula säteri i Utby socken, död 31 maj 1799 på Fituna, var en svensk militär och porträttmålare. 

## Biografi
Jöns Alexander Bonde var son till översten Carl Henrik Bonde (1679–1722) och Ulrika Maria Siöblad (1681–1758) samt från 1756 gift med friherrinnan Ulrika Eleonora Rosenhane (1719–1762) och far till Carl Göran Bonde (1757–1840). Han inledde sin yrkeskarriär som militär och blev volontär vid livgardet 1739 och utnämndes till fänrik 1741, underlöjtnant 1742 och kapten 1748. Han deltog som befäl under kriget i Finland 1741. Han begärde avsked 1759 för att ägna sig åt andra verksamheter. Det är även från denna tid han framträder som konstnär och av de bevarade målningar som finns kan man utläsa att han inte saknade talang.